# Ara Pacis Augustae
Az Ara Pacis Augustae (jelentése az augustusi béke oltára) egy monumentális oltár Róma központjában, amely i.e. 13 - 9 között épült Augustus római császár Hispaniából és Galliából való hazatérése alkalmából. Az Augustus-kori római művészet egyik legjelentősebb alkotása.

## Leírása
A művet a római senatus rendelte meg Augustus hazatérése valamint a Hispániával és Galliával megteremtett „béke”, tulajdonképpen a két terület leigázása alkalmából. Ezt tükrözik az oltár finoman megmunkált domborművei is, amelyek Augustus vallási-politikai nézeteinek illusztrációi: a mondabeli ősök, istenek mellett, a szent áldozat bemutatására vonuló jámbor Augustust, családja és papok kíséretében mutatja be. Az oltár carrarai márványból készült. Pódiumon áll, amelyet nyitott falak vesznek körbe. A falakat kívül-belül domborművek díszítik. A külső fal nyugati homlokzatán a Lupercal barlang és Aineiasz áldozata látható, keleti oldalán Tellus és Róma megszemélyesítése, az oldalfalakon pedig két hosszú, párhuzamos frízen az oltár felszentelésének ünnepi menete látható. A menetben Augustus és családja, senatorok, papok és előkelőségek vesznek részt. Mindezek mellett gazdag virág- és gyümölcsmotívumos faragott füzérek is díszítik a falakat. 

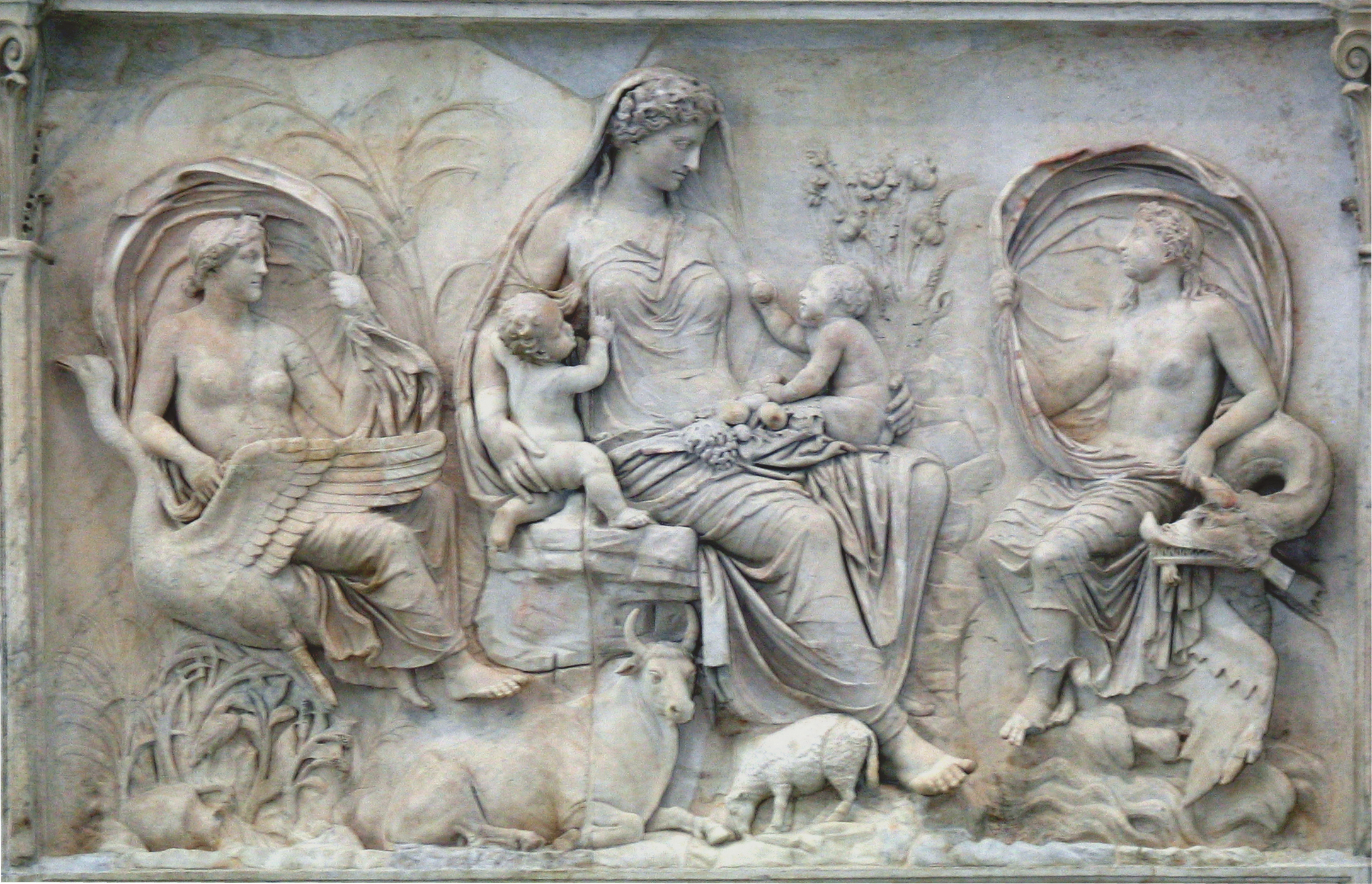
Az Ara Pacis Augustae keleti oldalán látható dombormű központi alakja Tellus Mater római földistennő.

Az oltár valaha néhány száz méterrel távolabb állt. A Római Birodalom bukása után elpusztult. Maradványai a 15. században kerültek elő a Palazzo Fiano építése során. Néhány darabja külföldre került, illetve olaszországi múzeumukba. A második világháború előtt a palota alól kiásták maradványait, az olasz múzeumokban őrzött darabokkal kiegészítették, sőt a külföldre került részek másolatait is a helyükre illesztették. A teljes békeoltárt nem eredeti helyére, hanem Augustus mauzóleuma mellé állították fel, a Mussolini által kialakított téren, egy Richard Meier által  tervezett ultramodern épületben, az Ara Pacis-múzeumban, 2006-ban.